# Fahd al Arabiei Saudite
Fahd bin Abdulaziz Al Saud (în arabă فهد بن عبد العزيز السعود‎, transliterat: Fahd ibn ‘Abd al-‘Azīz Āl Sa‘ūd), cunoscut ca regele Fahd al Arabiei Saudite (n. 1921, Riad, Arabia Saudită – d. 1 august 2005, Riad, Provincia Riad, Arabia Saudită) a fost regele Arabiei Saudite în perioada 1982-2005. A fost al optulea fiu al lui Ibn Saud.
A condamnat mișcările teroriste care s-au manifestat în țară în timpul domniei sale și a solicitat clerului musulman să predice pacea, securitatea, justiția și toleranța.
I-a succedat la tron fratele său, Abdullah bin Abdulaziz al-Saud.